# アリータ:バトル・エンジェル
『アリータ:バトル・エンジェル』（原題：Alita: Battle Angel）は、2019年に公開されたアメリカのサイバーパンク・アクション映画。

## 解説
日本の漫画家木城ゆきとが1990年代に連載していた『銃夢』と、1993年にOVA化された『銃夢』を原作とし、監督はロバート・ロドリゲス、製作はジェームズ・キャメロン、脚本はキャメロンとレータ・カログリディスが務めた。主演のローサ・サラザールは、過去の記憶を持たない新しい体で目覚め、自分の運命を明らかにしようとするサイボーグ、アリータをパフォーマンス・キャプチャー・アニメーションで演じ、クリストフ・ヴァルツ、ジェニファー・コネリー、マハーシャラ・アリ、エド・スクライン、ジャッキー・アール・ヘイリー、キーン・ジョンソンらが出演する。
ライトストーム・エンターテインメントが『アバター』（2009年）以来、初めて製作した作品であり、ディズニーによる21世紀フォックス買収前に20世紀フォックスが公開した最後の作品でもある。全世界で4億400万ドル以上の興行収入を記録し、ロドリゲス監督作品の中で最高の興行収入を記録したが、損益分岐点が3億5000万ドルから5億ドルと言われており、採算が取れたかどうかについては議論がある。批評家からの評価はおおむね賛否両論で、サラザールの演技やアクションシーン、視覚効果については評価されたものの、脚本については批判された。また、普段は多くの役割を一人で担うロドリゲスだから、今回は監督のみである。

## ストーリー
地球と火星連邦共和国 (URM) の間で繰り広げられた没落戦争（ザ・フォール）から300年。地球最後の空中都市"ザレム"と、ザレムから排出された廃棄物が積み上がる地上のクズ鉄町"アイアンシティ"に世界は分断されていた。クズ鉄町に暮らすサイバネ医師のイド（クリストフ・ヴァルツ）は、ある日クズ鉄の山から300年前の少女サイボーグの頭部を発見する。修復された彼女は過去の記憶を失っており、イドによってアリータ（ローサ・サラザール）と名付けられ、イドのもとで暮らすようになる。イドの手伝いをする少年ヒューゴ（キーアン・ジョンソン）に連れられて町を見て回り、チョコレートやモーターボールに興味を持つアリータだが、毎晩密かに出かけるイドが隠し事をしているのが気にかかって尾行したことで、イドが犯罪者を殺して治安を守る賞金稼ぎ"ハンター・ウォリアー"であることを知る。そしてイドを襲った賞金首グリュシカ（ジャッキー・アール・ヘイリー）に立ち向かったその時、アリータは自分の中に恐るべき格闘術"パンツァークンスト"と、かつて月面で戦った兵士としての記憶があることに気づく。
クズ鉄町で流行するスポーツ"モーターボール"のオーナーであるベクター（マハーシャラ・アリ）は、レースのオッズを操作するため最強のモーターボーラーを製造しようと目論んでいた。ベクターの計画から逸脱したモーターボーラーを密かに排除し、また天空都市ザレムの求める人体サンプルを供給するため、連続殺人を行う手駒となっていたのがグリュシカだった。グリュシカの報告によってアリータが未知の技術で作られたサイボーグだと知ったベクターは、アリータのボディを手に入れようと暗躍を始める。イドの妻チレン（ジェニファー・コネリー）も、故郷ザレムに帰るためにベクターと手を結ぶ。そしてザレムに行く金を貯めるため、ヒューゴもまたベクターの下でパーツ強盗を繰り返していた。
ヒューゴに導かれてURMの墜落した宇宙戦闘艇を調べたアリータは、格納されていたサイボーグボディ"バーサーカー"を発見したことで自分がかつて戦士だったという確信を深める。しかしアリータを、モーターボーラーによって殺された実の娘と重ねて見ていたイドは、アリータが戦うことを決して許さない。イドに反発したアリータは、こっそりとハンター・ウォリアーの登録を済ませ、ヒューゴと共にBARカンザスを訪れる。そこはハンター・ウォリアーの溜まり場で、共にグリュシカと戦ってくれる仲間を求めたのだ。しかし、ダマスカスブレード使いのザパン（エド・スクライン）や白熱掌のマスター・クライヴ・リー（リック・ユーン）、犬使いマクティーグ（ジェフ・フェイヒー）といった歴戦のハンターたちは取り合わず、ザパンの挑発にアリータが乗ったことをきっかけに大乱闘が始まってしまう。そして慌てて駆けつけたイドの眼の前で、乱入してきたグリュシカを追ってアリータはクズ鉄町の地下へと飛び込んでしまう。他の選手から強奪したグラインドカッターで武装したグリュシカを前に、アリータは手も足も出ず切り刻まれ、イド、ヒューゴ、そしてマクティーグの援護によって辛うじて一命を取り留める。そしてアリータの無残な姿を目の当たりにしたイドは、彼女に新たなボディとしてバーサーカーを与えることを決意する。
バーサーカーボディを手に入れたアリータは、グリュシカへの再戦に備える一方、ヒューゴとの交流を重ねてどんどん彼に心惹かれていく自分に気づく。やがてヒューゴがザレムに行くため、がむしゃらに貯金をしていると知ったアリータは、彼と共にザレムに行く資金を手に入れようと、モーターボールのトライアルテストに挑むことを決意する。しかしそれは、アリータのボディを狙うベクターの仕掛けた罠だった。そして一方では、アリータを逆恨みするザパンの魔の手が、ヒューゴへと伸びつつあった。窮地に陥ったアリータは、ヒューゴを救うために走り出す。

## キャスト
アリータ
演 - ローサ・サラザール、日本語吹替 - 上白石萌音
クズ鉄の山で拾われたサイボーグの少女。自分の名前を含めた全ての記憶を失っているが、その奥底にはサイボーグ用格闘術「パンツァークンスト」と、URMの兵士だった過去が眠っている。戦うことで自分を取り戻せるのではないかとハンターウォリアー、モーターボールへと身を投じる一方、自分に親身になってくれるヒューゴへ心惹かれていく。無邪気で好奇心旺盛な十代の少女だが、強大な戦闘能力の持ち主であり、挑発されれば必ず応じるなど好戦的な一面も秘めている。
当初はイドから与えられた、エングレービングの施された白いボディを装備していたが、ヒューゴに案内されたURMの墜落宇宙艇からバーサーカーボディを回収、グリュシカにボディを破壊されて以後はバーサーカーボディに換装する。アリータがURM兵士として装着していたのもバーサーカーボディであった為、潜在意識に残った記憶からプラズマジェットやナノマシンによる自己再生などを完璧に使いこなせる。一方、そのボディを動かす心臓は桁違いの出力を持ったロストテクノロジーであり、それ故にベクターらに狙われる事になってしまう。
原作漫画での名前は「ガリィ」だが、男性的過ぎるという理由で映画版では「アリータ（アリタ）」に変更されている。また原作からの変更点として、以下の点などが挙げられる。
- 初期に装備していたサイボーグボディは、殺人鬼の犠牲者となった女性たちのパーツではなく、イドの娘のボディ
- バーサーカーボディはイドが密かに保管していたコレクションの一つではなく、彼女自身が発見したもの
- 火星兵士時代にはバーサーカーボディを装備しており、ノヴァ暗殺を目的にザレム攻撃へ参加した

ダイソン・イド
演 - クリストフ・ヴァルツ、日本語吹替 - 森川智之
クズ鉄町で個人病院を営むサイバネ医師にしてロケットハンマーを武器にするハンター・ウォリアー。良心的な医師であり、患者や他のハンター・ウォリアーからも慕われている。アリータを拾い、名付け、彼女を修理し、親身になって面倒を見、過保護な態度で戦いから遠ざけようとするが、それはかつて実の娘のアリータをモーターボール崩れの犯罪者によって殺された過去があるためだった。実は元ザレム人であり、ザレムを追放されたのは娘の病気のため、そしてアリータのボディも本来は娘のために用意したもの。
原作でのフルネームは「イド・ダイスケ」。娘などの設定もなく、ハンター・ウォリアーをやっている理由は病院の経営費用を稼ぐためと、自分の快楽殺人欲求を満たすためという後ろ暗いものだった。またアリータ（ガリィ）に対しても父親代わりとして愛情を注ぐ一方、ピグマリオンコンプレックスめいた偏愛を抱いており、本作における純粋な父性愛とはやや異なる。
チレン
演 - ジェニファー・コネリー、日本語吹替 - 山像かおり
ベクターの元で働く女科学者。イドの元妻であり、娘アリータの死をきっかけにイドの元を去った過去がある。ザレムへ帰還するためなら手段を選ばない冷徹な女性だったが、アリータとの交流を経て徐々に考えを改めていく。
原作には登場しない、OVA版オリジナルキャラクター。グリュシカを改造したサイバネ医師であり、ザレム帰還のためベクターに協力する一方、イドに好意を寄せ、アリータ（ガリィ）の手助けをするのもOVA版に準拠した描写。ただしOVA版ではチレンからイドへの片思いであり、夫婦ではない。
ベクター
演 - マハーシャラ・アリ、日本語吹替 - 鶴岡聡
クズ鉄町でも随一のフィクサーでありモーターボールのオーナー。レース結果を操作するために逸脱した選手からパーツを奪うようヒューゴに命じ、またザレムの要求する人体サンプルを得るためグリュシカに連続殺人を行わせるといった悪事を平然と繰り広げる。アリータの驚異的な戦闘力を知って以降は、彼女のボディを求めて暗躍を繰り広げる。
原作においてもヒューゴ編の黒幕といった立ち位置だが極悪人ではなかった。また出資しているのもモーターボールではなくコロッセオである。コロッセオの選手としてアリータ（ガリィ）勧誘を画策するなどの描写とチレンへの行動などもあわせて、原作よりもOVA版の要素が色濃い。
ザパン
演 - エド・スクライン、日本語吹替 - 神谷浩史
URMの冶金技術で作られたダマスカスブレードを操るハンター・ウォリアー。全身サイボーグだが、自分の顔にプライドを持っており、特にそこへ金をかけている。しかしアリータを挑発するも鼻を折られたことで彼女を逆恨みし、アリータを苦しめるためヒューゴへ狙いを定める。
原作とほぼその役回りが変更されていないキャラクター。原作でもブレードを武器にしているが、ダマスカスブレードはこれ以後のモーターボール編でアリータ（ガリィ）が自身のトレーナーから譲り受けるもので、ザパンの持ち物ではない。加えて「複数の金属を混ぜて鍛えられた全宇宙でクズ鉄町でしか作れない」とされ、火星の冶金技術によるものではない。またこれ以後のザパン編では、アリータの運命を大きく左右する重要な立ち位置のキャラクターとなる。
グリュシカ
演 - ジャッキー・アール・ヘイリー、日本語吹替 - 木村雅史
ベクターの元で連続殺人を繰り広げている凶暴なサイボーグ。恐るべき殺人鬼として知られているが、裏でベクターが手を回しているため賞金がかかっておらず、ハンターウォーリアーからは敬遠されている存在。アリータとは初戦で敗北を喫したことで強い敵意を抱いており、彼女をずたずたに切り刻んで胸元に飾ることを目論んでいる。モーターボーラーから強奪したグラインドカッターを装備して一度はアリータに完全勝利するが、バーサーカーボディを得て復活した彼女と再び戦うことになる。
原作版における「マカク」に相当するキャラクターで、グリュシカというのはOVA版での名称。デザインもOVA版に近いものだが、ボディ交換時には原作における本来のボディである虫型の形状で登場する。原作では母親に下水へ捨てられた孤児で、チンピラによる虐待で致命傷を負ったところをノヴァに救われて改造されたという過去を持つが、本作ではクズ鉄町の地下で育った以上の経歴は語られていない。アリータ（ガリィ）へ向けられる感情も歪んだ愛情に近いものだったが、単純な憎悪となっている。またチレンに改造された元競技選手という設定は、OVA版に準拠したものである。終盤にベクターのオフィスで用心棒として現れるシーンなど、原作におけるベクターの子飼い選手「ザーリキ」の役割も担っている。
ヒューゴ
演 - キーアン・ジョンソン、日本語吹替 - 島﨑信長
イドの手伝いをしている好青年。アリータのことも何かにつけて世話を焼いており、彼女と惹かれ合っていく。その一方でザレムへの強い憧れから、ベクターの口車に乗せられて渡航資金を貯めるためにパーツ強盗を繰り返している。アリータとの出会いによって、そんな自分に対しての疑問を抱くようになる。
原作での名前は「ユーゴ」。イド診療所の風車点検を担当していたが、本作ではイドに頼まれてパーツを調達していること以外の職業は不明。強盗の手口も原作におけるオイル補給やパーツ磨きのふりをして麻痺させ脊髄を奪うものから、集団で誘拐してからパーツを強奪するといったものに変更されている。またザレムを目指す強い憧れの理由が語られておらず、きっかけとなった兄の死については本作では語られていない。
タンジ
演 - ジョージ・レンデボーグ・Jr、日本語吹替 - 榎木淳弥
ヒューゴの友人。サイボーグへの偏見があり、時としてアリータへ辛く当たりつつも交流を重ねていく。一方でヒューゴと共にパーツ強盗を行っており、迷い始めたヒューゴへの反発を強めていく。
原作でもほぼ同じ役回りとして登場するが、アリータ（ガリィ）との面識はない。
コヨミ
演 - ラナ・コンドル、日本語吹替 - 村中知
ヒューゴの友人。アリータへも好意的で、行動を共にする。ヒューゴ、タンジと共に強盗を行っていたが、ザパンに犯行が発覚した際いち早く逃走して難を逃れた。
原作ではバー・カンザスのマスターの娘であり、原作のこの時点では赤ん坊だった。そのためヒューゴ（ユーゴ）らとの面識もない。一方、原作でヒューゴと行動していた際にいち早く逃げた友人はザパンに殺害されている。
ガーハード
演 - アイダラ・ヴィクター、日本語吹替 - 中村千絵
イドの助手の黒人女性。片腕が義手であり、それを用いて患者の治療を行う。アリータに対して親身に面倒を見る。
原作におけるイドの相棒「ゴンズ」に相当するキャラクター。ただし原作とは性別も人種も異なっている。
マクティーグ
演 - ジェフ・フェイヒー、日本語吹替 - 魚建
歴戦のハンター・ウォリアー。複数のサイボーグ犬を使役して賞金首を狩るため「犬使い」の異名をとる。アリータからの誘いを当初は鼻で笑うも、グリュシカが犬へ働いた暴虐と、アリータが犬を守ろうとしたことから、彼女に協力する。
原作における「マードック」に相当するキャラクター。原作ではこれ以後のザパン編で登場し、娘を殺害したザパンを追ってアリータ（ガリィ）と共闘するため、この段階では物語に関わらない。
ニシアナ
演 - エイザ・ゴンザレス、日本語吹替 - 志田有彩
グリュシカと共に殺人を繰り返していた女性サイボーグ。カマキリのようなボディを持ち、自身の前に立ちはだかったアリータへと襲いかかる。
原作では突然変異した女性ミュータントで、それ故に通り魔と化して他の女性を襲っていた。名前は存在しない。
ロモ
演 - デレク・ミアーズ、日本語吹替 - 佐藤せつじ
グリュシカと共に殺人を繰り返していた男性サイボーグ。自身の前に立ちはだかったイドに襲いかかるがロケットハンマーによって撃破される。
原作での名称は「イズチ」。マカクの取り巻きとして付き従っていたチンピラで、同様にイドに撃破されている。
キヌバ
演 - レナード・ウー、日本語吹替 - 櫻井トオル
一流のモーターボーラー。右手に新装備のグラインドカッターを搭載したことで大活躍を繰り広げるが、その想定外の強さによってオッズを狂わされたためヒューゴにグラインドカッターを強奪され、ベクターの手で殺害された。その後グラインドカッターはグリュシカに装備されて猛威を振るう。
原作においては、圧倒的な強さを誇るコロッセオ最強のチャンピオンとして登場する。グラインドカッターと戦術コンピューターを搭載していたことでグリュシカ（マカク）に狙われ、奇襲によって体内に侵入されてしまったため自刃を試みるも、一瞬の差でボディを奪われてしまう。
マスター・クライヴ・リー
演 - リック・ユーン、日本語吹替 - 藤翔平
「白熱掌」の異名を持つ歴戦のハンター・ウォリアー。殺害した賞金首の数は200以上という強さの持ち主だが、グリュシカの罪状がベクターによって抹消されており賞金額が0であることを理由に、アリータからの協力要請を拒否する。アリータによる乱闘中も、悠然と席について眺めていた。
原作での名称は「クライヴ・李」。原作において賞金首となったヒューゴ（ユーゴ）の兄の仇であり、ヒューゴを殺害しに来る賞金稼ぎ。その後アリータ（ガリィ）と対決し落雷に撃たれて死亡する。本作ではこの役割はザパンが担っている。
モーターボール・アナウンサー
声 - ジェフ・ボトムズ、日本語吹替 - 古舘伊知郎
モーターボールを実況するアナウンサー。姿は見せず、熱狂的に実況を繰り広げる。トライアルテストにて華麗な活躍を見せるアリータを「バトルエンジェル」と評した。
原作でも登場するが、やはり姿は登場しない。また原作において「戦う天使（バトル・エンジェル）」は第6話のサブタイトルおよび英語版メインタイトルであり、アナウンサーがアリータ（ガリィ）に与えたニックネームは「殺戮の天使（キリング・エンジェル）」である。
ノヴァ
演 - エドワード・ノートン（クレジットなし）
ベクター、グリュシカを影で操るザレム人科学者。300年前から生存していると思わしき描写もあり、アリータについても何かを知っている様子。
原作においてはこの段階から存在が示唆されていたが、本格的に登場するのはザパン編以降。さらにザレム人だったが地上に追放されており、ベクターを操るなどの行動はしていない。本作においては黒幕的立ち位置だが、原作においてはアリータ（ガリィ）の宿敵であるものの、一言で悪役と言い切れない複雑な立場のキャラクターである。
ゲルダ
演 - ミシェル・ロドリゲス（クレジットなし）、日本語吹替 - 本田貴子
アリータの過去の記憶に度々登場する女戦士。アリータを厳しく指導していたが、ザレム攻撃作戦時に離れ離れとなる。
原作では登場せず、続編「LastOrder」「火星戦記」で詳細の描かれたキャラクター。アリータ（ガリィ）のパンツァークンストの師。
ジャシュガン
演 - ジェイ・コートニー（クレジットなし）、日本語吹替 - 星野貴紀
モーターボールにおける最強のチャンピオン。その凄まじい走りでガリィを魅了する。
原作では以後のモーターボール編におけるアリータ（ガリィ）の好敵手。ノヴァ教授によって脳改造を施されたことで、恐るべき戦闘力を誇る。シリーズ全体を通してもサイボーグ格闘家としての頂点を極めた存在。

## 製作

### プロット
ジェームズ・キャメロンは木城ゆきとの原作の最初の第4巻までを中心として、「脊柱のストーリー」を取り入れると語った。キャメロンは、特に第3巻と第4巻で登場する架空のスポーツ「モーターボール」を描きたがっていた。

### 企画

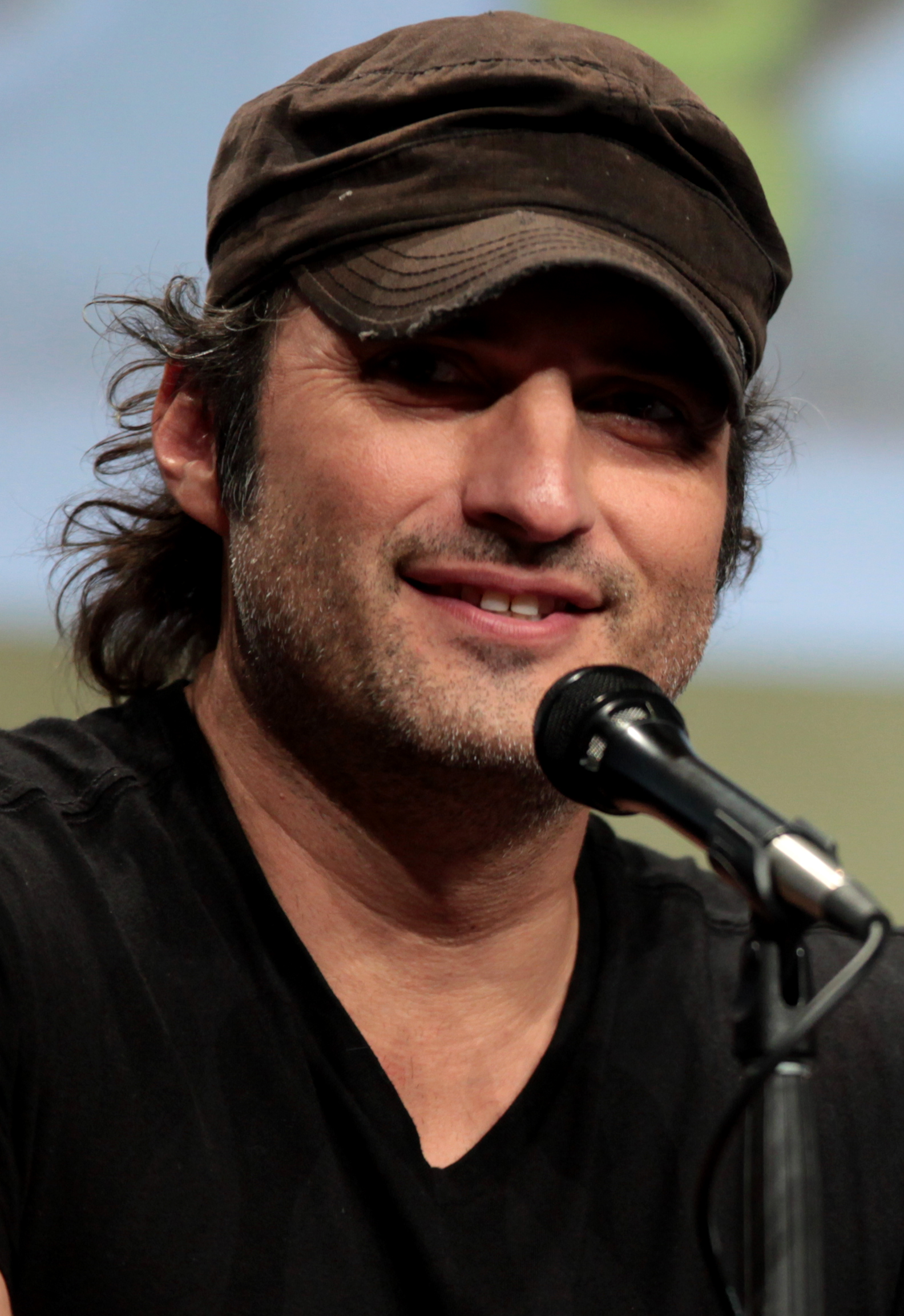
監督のロバート・ロドリゲス

原作の漫画『銃夢』は、集英社『ビジネスジャンプ』に1991年から1995年にかけて連載されたSF漫画である。この作品の英語版が刊行される際、主人公の少女「ガリィ」(Gally) の名は、英語では「不毛」などの意味になりイメージが良くないと判断されて「Alita」と改められ、『Battle Angel Alita』のタイトルで刊行された。
もともとは、ジェームズ・キャメロンが友人である映画作家のギレルモ・デル・トロから「これを映画化するべきだ」と本作を紹介されたことで、そのコンセプトに夢中となったキャメロンはすぐに映画化権の獲得へと動いた。2000年、別のプロデューサー陣営との獲得競争により交渉は難航したが、最終的に作者の木城がキャメロン側を信じる形で正式に契約が成立し映画化権を獲得。
2000年6月頃、ドメイン名「battleangelalita.com」が20世紀フォックスによって登録された。フォックスはまたドメイン名「battleangelmovie.com」も登録した。2003年4月、キャメロンが映画『Battle Angel』を監督するつもりであることが『Moviehole』によって報じられた。2003年5月4日、フジテレビの番組『情報プレゼンター とくダネ!』のインタビューでキャメロンは映画の脚本を執筆中であることを明かした。当時のスケジュールでは2005年1月公開の『エイリアンズ・オブ・ザ・ディープ』の次回作という予定であった。
2005年6月、後に『アバター』と呼ばれることとなる『Project 880』という企画にキャメロンが注力しているために『Battle Angel』が遅れていると『ハリウッド・リポーター』が報じた。2006年2月、『エンターテインメント・ウィークリー』のインタビューでキャメロンは『Battle Angel』および『アバター』の両作品を20世紀フォックスのもとで製作する契約を交わしていることを明かした。この記事では2009年9月に『Battle Angel』が公開予定であると書かれていた。2006年6月、キャメロンは『Battle Angel』は企画中の三部作映画の2つ目であり、1つ目は『アバター』であるとコメントした。
2008年5月、キャメロンはフリーダイバーのフランシスコ・フェレーラスとオードリー・メストレの伝記映画『The Dive』の作業中であることを明かし、『Battle Angel』はさらに延期された。同年7月、サンディエゴ・コミコン・インターナショナルでキャメロンはまだ製作に専念していることを再確認した。2009年12月、キャメロンはMTV Newsのインタビューで『Battle Angel』の脚本の完成を明かした。
2010年2月、プロデューサーのジョン・ランドーはキャメロンにタイトルを『Alita: Battle Angel』に変更するように説得中であることをインタビューで明かした。彼は「私は人々にそれを『Alita: Battle Angel』と呼ぶように伝えている。ジムにはTとAの映画しかないからね」と述べた。ランドーはまたレータ・カログリディスが脚本に参加したことを明かした。
2010年8月、キャメロンは本作がまだ「（彼の）レーダーの中」にあるが、いつ作るかは未定であると述べた。同年10月、彼は次回作が『Battle Angel』ではなく『アバター』の続編2本であることを明かした。彼はまだ『Battle Angel』を放棄する意思はなく、プロジェクトを愛しているので他の監督に渡すつもりはないと述べたが、2011年6月、『アバター』の続編2作が完成するまで製作されず、「『Battle Angel』は数年は実現しないだろう」と明言した。キャメロンは『アバター』を優先した理由は環境保護の必要性を社会に周知させるためであると明かした。
2013年7月に行われたアルフォンソ・キュアロンとのインタビューでキャメロンは製作開始が2017年であることを明かした。2015年10月、『ハリウッド・リポーター』は『Alita: Battle Angel』に改題された映画の監督としてロバート・ロドリゲスが交渉中であり、キャメロンはランドーとともにプロデューサーを務めると報じた。ロドリゲスはキャメロンによって彼の186ページの脚本と約600ページのノートを凝縮、結合させ、撮影台本を作り上げるために招かれた。ロドリゲスの撮影台本に満足したキャメロンは彼に監督就任を要請した。
2016年4月、『ハリウッド・リポーター』は20世紀フォックスがまだグリーンライトを出しておらず、製作費を1億7500万ドルから2億ドル以下へ削減するつもりであると報じた。またロドリゲスが監督契約を交わしたことが報じられた。2016年5月末、フォックスは公開予定日を2018年7月20日と発表した。

### プリプロダクション
キャメロンが潜在的な監督として動いていた間、本作は彼の『アバター』と同様に実写とCGIを混合させて製作された。キャメロンは主人公のアリータを完全にCGIで作り上げることを意図していた。キャメロンはフュージョン・カメラ・システム、フェイシャル・モーション・キャプチャ、サイマルカムといった『アバター』で開発した技術を使って製作すると述べた。2006年5月、『バラエティ』はキャメロンが過去10か月間で本作を製作するための技術開発を行っていたと報じた。
2008年10月、1年半にわたって働いていたデジタルアーティストのマーク・ゲルナーはプリプロダクション作業のほとんどが完了したことを明かした。

### キャスティング

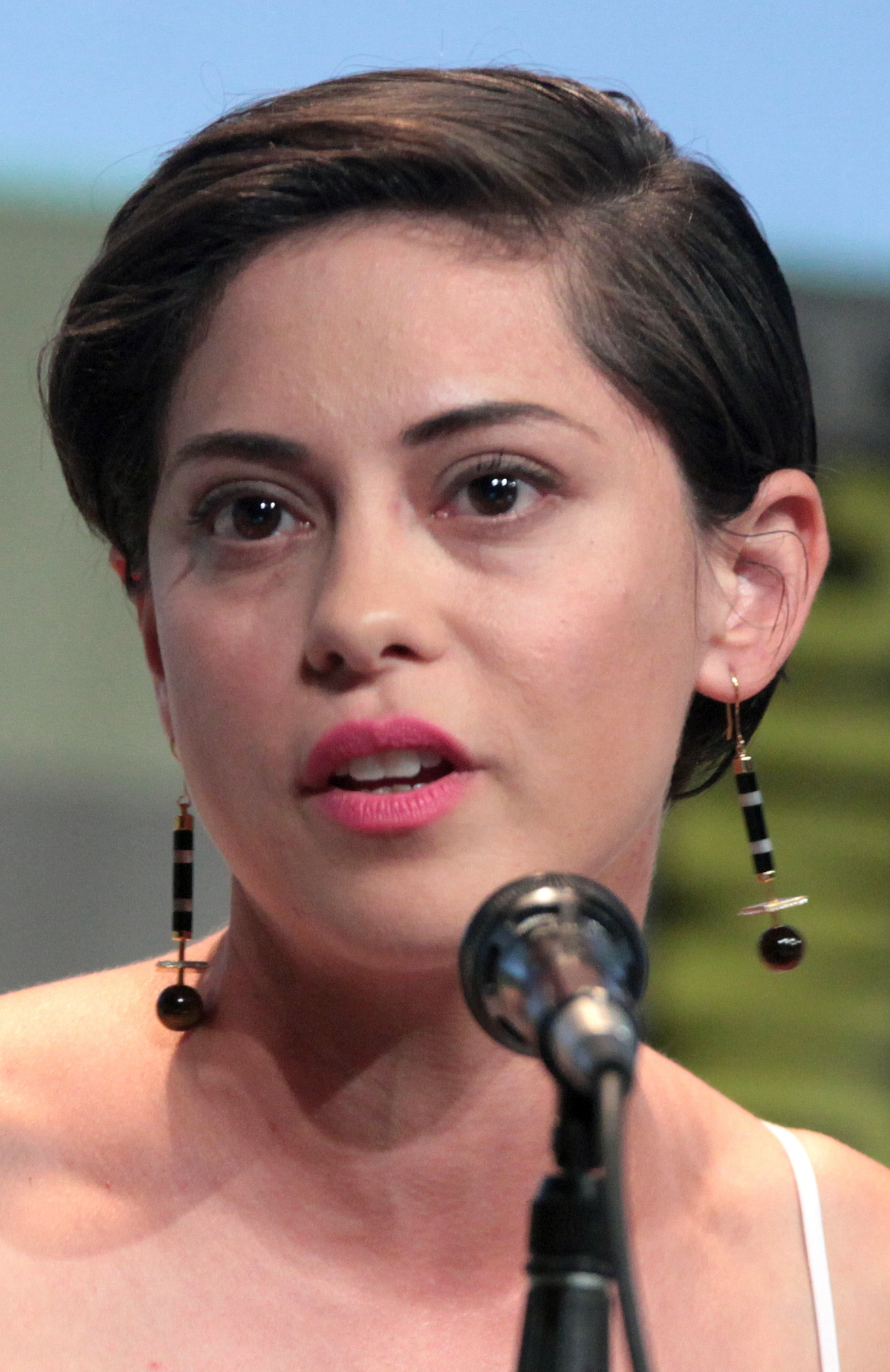
アリータ役のローサ・サラザール

2016年4月、『ハリウッド・リポーター』はマイカ・モンロー、ローサ・サラザール、ゼンデイヤがアリータ役の最終候補であり、数週間以内に決定予定であることを報じた。またゼンデイヤの元共演者のベラ・ソーンも同役のオーディションを受けていたことが報じられた。2016年5月末、サラザールに決定したことが報じられた。
2016年8月、原作漫画のイド・ダイスケに相当するダイソン・イド博士役としてクリストフ・ヴァルツが交渉中であることが報じられた。2016年9月14日、ジャッキー・アール・ヘイリーがサイボーグの悪役でキャスティングされた。2016年9月21日、『バラエティ』はエド・スクラインが交渉中であり、後に『ハリウッド・リポーター』はそれがザパン役であることを報じた。
2016年9月30日、アリータの恋人であり、彼女がモーターボールと呼ばれるグラディエーター・スタイルの競技に身を投じる理由となったヒューゴ役にキーアン・ジョンソンがキャスティングされたことが報じられた。スタジオは他にアヴァン・ジョーギア、ダグラス・ブース、ジャック・ロウデン、ノア・シルヴァーを候補に候補に挙げていたが、より「人種的に曖昧」な人物を探していたためにジョンソンに決定した。2016年10月3日、モーターボールを主催する悪役のベクター役としてマハーシャラ・アリが交渉中であることが報じられた。第89回アカデミー賞で助演男優賞を獲得した後のインタビューでアリは本作で2つの役割をはたすことを明かしたが、その2つめについては語らなかった。
2016年10月5日、エイザ・ゴンザレスが加わったことが報じられた。ゴンザレスはロドリゲスのテレビシリーズ『フロム・ダスク・ティル・ドーン ザ・シリーズ』で主要キャストの1人を務めていた。2016年10月7日、ジョージ・レンデボーグ・Jrがヒューゴの友人役を務めることが発表された。2016年10月11日、ラナ・コンドルが孤児のコヨミを演じることが報じられた。2016年10月18日、レオナルド・ウーがサイボーグのキヌバ役にキャスティングされた。2016年12月、マルコ・サロールがサイボーグのアジャカティ役で加わった。2017年2月7日、ジェニファー・コネリーが役名不明の悪役で追加された。撮影終了後の2017年2月22日、ミシェル・ロドリゲスも参加していたことが発表された。

### 撮影
撮影は2016年10月17日にテキサス州オースティンで始まり、2017年2月9日に完了した。2017年1月下旬、同年2月3・6・7日夜に予定されていたオースティンでの撮影に向けたロッカー、パンク、エモのエキストラが募集された。

## マーケティング
1本目の予告編は2017年12月8日に公開された。公開された映像は賛否を呼び、特にアリータのビジュアルが物議をかもした。『ザ・ヴァージ』のアンドリュー・リプタクは「キャラクターは命あるアニメ人形で、ディズニーのキャラクターのように髪は自然に見える。おそらく観客にアリータが人間ではないことを思いこさせるための意図的な選択だろう。しかしCGIアニメーターが数年かけて人間の顔を忠実に再現しようとしていて、完全に成功せず、現実的なものに近づけるにはまだ不安だが、一方でそこから遠くに存在する」と評した。コライダーのアダム・チットウッドは「これは狂気のように見え、そして今、キャメロンが最初にこれを監督するつもりだった理由が明らかになった。主人公を写実的なCGIキャラクターで作り上げて本物の人間のキャラクターと絡ませるという選択は大変意欲的で、ロバート・ロドリゲスがこれまでにやったことがないものであると断言できる。私にはそれが良いかどうかはわからないが、間違いなく、少なくとも興味深いものであるように思える」と評した。
日本語題は当初は『アリタ: バトル・エンジェル』と発表されていたが、「作品の完成が近づくにつれ、主人公アリタの語感がアリータであることがわかり、よりオリジナル版の発音に近づけるため」という理由で変更された。

## 公開
公開日は当初2018年7月20日と予定されていたが、2018年2月に2018年12月21日への延期が報じられ、2018年9月に2019年2月14日に延期が報じられた。
2019年1月31日にロンドンのレスター・スクエア・シアターでワールドプレミアが行われ、香港、インドネシア、マカオ、マレーシア、シンガポール、韓国、台湾では旧正月にあたる2019年2月5日に公開された。米国では2019年2月14日に20世紀フォックスにより、RealD 3D、ドルビーシネマ、4DX、ScreenX、IMAX 3Dの各フォーマットで公開された。